# Valerensäure
Valerensäure ist ein bicyclisches Sesquiterpen, das im Echten Baldrian (Valeriana officinalis) vorkommt. Dort dient sie als Indikator, da sie in den meisten anderen Arten der Gattung Valeriana nicht enthalten ist. Valerensäure ist nicht zu verwechseln mit Valeriansäure, welches ein Trivialname für Pentansäure ist, welche ebenfalls im Echten Baldrian vorkommt.
Valerensäure wirkt muskelrelaxierend, spasmolytisch und ZNS-dämpfend.
Valerensäure ist ein allosterischer Modulator des GABAA-Rezeptors und wirkt Chloridstrom-verstärkend (Chloridstimulation). Dieser Effekt beschränkt sich allein auf Kanäle, die β2- oder β3-Untereinheiten enthalten. Die Säure dockt wahrscheinlich über die Loreclezol-Bindungsstelle an und ist als Anxiolytikum erheblich wirksamer als ihr Ethylester. Die Rezeptor-modulierende Aktivität wird von der isosteren Tetrazol-Verbindung, in der die Carboxygruppe durch einen ebenso sauren Tetrazolring ersetzt ist, um eine Größenordnung übertroffen.
Zusätzlich hemmen Valerensäure und verwandte Sesquiterpene den Abbau des Neurotransmitters γ-Aminobuttersäure (GABA).
Am 5-HT5A-Rezeptor wirkt Valerensäure als Partialagonist.